# Arnold Fitz Thedmar
Arnold Fitz Thedmar (* 1201; † nach 1274) war ein hansischer Großkaufmann mit Sitz in London, der zeitweise als Vertreter aller Kaufleute aus dem Reich auftrat; er war zudem Verfasser einer Chronik. Seine Eltern stammten aus Köln und Bremen.

## Leben
Thedmar war um 1260 Ältermann der gesamten deutschen Kaufleutegemeinde in London und damit in England. Nachweisbar ist dies für 1251 und 1259/60, wahrscheinlich hatte er dieses Amt jedoch schon erheblich früher inne. In dieser Funktion als „Alderman mercatorum Allemanie in Angliam venencium“ vertrat er die aus dem Reich kommenden Kaufleute gegenüber der Stadt London und gegenüber dem Königshaus.
Sein Vater, der Bremer Kaufmann Thedmar war um 1180 nach London gekommen. Er hatte im Stadtteil Dowgate, ganz in der Nähe der deutschen Guildhall, Grundbesitz erworben. Dort heiratete er die aus einer Kölner Familie stammende Juliana, Arnolds Mutter. Sie war die Tochter von Arnold der Grevingge und seiner Frau Oda, die auf einer Wallfahrt ans Grab von Thomas Becket nach England gekommen und in London geblieben waren. Ihre Tochter Juliana, die Mutter von Arnold Fitz Thedmar, wurde in London geboren.
Ihr Sohn Arnold erwarb weiteren Grund und verschiedene Immobilien, darunter das Areal einer Werft, eine Lagerhalle und mehrere Läden. Sein Mittelsmann in Bremen war sein Diener Hermann, der die extensiven Handelskontakte arrangierte. In London unterstützte ihn ebenfalls ein Bremer, der gleichfalls den Namen Arnold trug, und dessen Vater Rosekin hieß. Die beiden Arnolds waren 1251, zusammen mit fünf Kölnern und weiteren Händlern an einer Schlichtung in einem Streit zwischen Londoner und Lübecker Kaufleuten beteiligt. Arnold Rosekin muss demnach gleichfalls eine herausgehobene Position bekleidet haben.
Thedmar verfasste bis kurz vor seinem Tod eine Chronik mit dem Titel Cronica Maiorum et Vicecomitum Londoniarum. Sie umfasst die Zeit von 1189 bis 1274.

## Werk
- Thomas Stapleton (Hrsg.): Cronica Maiorum et Vicecomitum Londoniarum, Edition, London 1846. Digitalisat beim Münchener Digitalisierungszentrum und bei archive.org